# 雨傘人 (甘迺迪遇刺案)
雨傘人，於1978年由美國眾議院暗殺調查委員會確定為路易·斯蒂芬·威特（英語：Louie Steven Witt），是個在肯尼迪遇刺案期間站在迪利广场，並且出現在澤普魯德影片以及其他幾條影片和照片中的人。
威特是2011年由埃洛·莫里斯為《紐約時報》製作的紀錄片「雨傘人」中的主題。

## 陰謀論
這位被稱作「雨傘人」的人曾被謠傳跟暗殺有關，因為他是唯一一個在那個陽光明媚的日子裡攜帶雨傘並且開傘的人，而且他是在甘迺迪被第一發子彈擊中時最靠近甘迺迪的人之一。當肯尼迪的轎車接近時，他打開了傘並把它抬起，然後在總統經過他的時候把雨傘從東到西（順時針方向）旋轉。在刺殺事件發生後，雨傘人坐在行人道另一名男子旁，然後起身走向德克薩斯州學校圖書館。
暗殺調查人員約西亞·湯普森和理查德·E·施普拉格在一系列照片中注意到威特開傘的動作。他們認為，雨傘人可能是一個訊號員。他們猜測雨傘人打開他的傘以發出“開火”的信號，然後抬起它以向其他槍手傳達“第二輪開火”。雨傘人在奧利華·史東的電影《刺杀肯尼迪》和《X档案》劇集“吸煙男人的冥想”中就被描繪為扮演這樣的一個角色。羅伯特·B·卡特勒則提出另一種理論，且被L. Fletcher Prouty認同。他認為這把傘可能被用以對肯尼迪發射癱瘓劑飛鏢，以固定他的肌肉並使他成為輕易被擊中的目標。

## 身份辨認
在美國眾議院暗殺調查委員會向公眾請求辨認此人後，路易·斯蒂芬·威特於1978年聲稱自己是“雨傘人”。他聲稱仍然擁有該傘並且不知道他曾成為受人議論的對象。他說他攜帶這把雨傘的原因單純是因為想諷刺甘迺迪父親老约瑟夫·P·肯尼迪曾經支持對納粹採取綏靖政策的時任英國首相内维尔·张伯伦。他打算通過舉起一把黑色雨傘（張伯倫的標誌性時尚配飾）以抗議肯尼迪家族在第二次世界大戰前對希特勒採取的姑息政策。在20世紀30年代，漫畫常使用一把傘來象徵這種綏靖政策，因為張伯倫經常帶著雨傘。肯尼迪在哈佛大學寫的一篇關於綏靖的論文：為什麼英格蘭睡了，亦可能對傘的象徵意義予以認同。黑色雨傘在以前也曾經被用於向總統抗議；例如在柏林圍牆正在建造時，一群來自波恩的學童向白宮寄送了一把標有張伯倫的傘。
威特在調查委員會上作證時稱：「我覺得如果健力士世界紀錄有一個分類記載出現在錯誤的地方、做錯誤的事的人，我會在那個分類穩居榜首，而且領先亞軍一大段距離。」
威特於2014年11月17日去世。

## 延伸閱讀
- The Umbrella Man: Evidence of Conspiracy, by R. B. Cutler, The Conspiracy Museum, Incorporated, 1975/95.